# What Do You Want from Me
What Do You Want from Me és una cançó del grup britànic de rock progressiu Pink Floyd. És el segon títol de l'àlbum The Division Bell aparegut el 1994.
Richard Wright i David Gilmour van compondre la música, amb Gilmour i la seva llavors xicota i posterior dona Polly Samson escrivint la lletra. Es va publicar una versió en directe de l'àlbum Pulse com a senzill al Canadà, arribant al número 28 a les llistes de singles canadencs.

## Estructura de la cançó i lletres
La cançó és una balada lenta, però rockera. Té una introducció a la bateria, seguida d'un solo de teclat i després un solo de guitarra. David Gilmour va acceptar parlant amb un entrevistador que es tracta d'una melodia de "Chicago blues directe", tot i que ha mencionat que encara és un fan del blues.
En una entrevista, se li va preguntar a David Gilmour si la cançó tornava al tema de l'alienació del públic. Va respondre dient que "en realitat tenia més a veure amb les relacions personals, però va derivar cap a un territori més ampli".

## Recepció
En una revisió negativa contemporània de The Division Bell, Tom Graves de Rolling Stone va descriure "What Do You Want from Me" com l'únic tema en què "Gilmour sona com si li importés".

## Edicions
- The Division Bell, Pink Floyd (1994) – : edició original
- Pulse, Pink Floyd (1995) – àlbum en directe
- Pulse, Pink Floyd (2006) – pel·lícula de concert; la cançó no va aparèixer al llançament original en VHS (1995), però es va afegir com a pista addicional en la reedició del DVD (2006)
- Live at Pompeii, David Gilmour (2017) – : Àlbum en directe i vídeo gravats durant la Rattle That Lock Tour de Gilmour

## Crèdits
- David Gilmour - veus, guitarra, baix
- Richard Wright - piano, teclats, cor
- Nick Mason - bateria
- Bob Ezrin - teclats, percussió
- Sam Brown, Durga McBroom, Carol Kenyon, Jackie Sheridan, Rebecca Leigh-White - cors